# Yet Another Mailer
Yet Another Mailer (YAM) ist ein E-Mail-Programm (MUA) für AmigaOS-kompatible Computersysteme. YAM ist voll MIME-kompatibel und unterstützt PGP. E-Mails können über POP3 abgeholt und über SMTP versendet werden, auch mit TLSv1/SSLv3. IMAP wird bis dato (Dezember 2020) noch nicht unterstützt. Wie andere Mailprogramme kann YAM Postfächer hierarchisch ordnen und E-Mails über Filter automatisch sortieren. Die graphische Oberfläche setzt auf dem unter AmigaOS etablierten MUI (Magic User Interface) auf.

## Geschichte
1995 begann Marcel Beck mit der Entwicklung von YAM. 
2000 stellte Marcel seine Entwicklungen für AmigaOS ein und gab YAM unter der GPL frei. In Folge fanden sich eine Handvoll Entwickler zusammen, die im darauffolgenden Jahr die erste unter GPL weiterentwickelte Version v2.3 veröffentlichten. 2003 wurde die Version 2.4 veröffentlicht, die unter anderem hierarchische Postfachlisten brachte. Die Version 2.5 wurde nach über fünfjähriger Entwicklungszeit im Dezember 2007 veröffentlicht. Diese Version brachte zahlreiche Überarbeitungen im Bereich der graphischen Oberfläche, jedoch auch Detailveränderungen an den Netzwerkroutinen. Im Februar 2010 wurde nach zweijähriger Entwicklungszeit die Version 2.6 veröffentlicht, die neben einigen Detailveränderungen auch die Unterstützung des alternativen Betriebssystems AROS mit sich gebracht hat. Im Dezember 2011 wurde die Version 2.7 veröffentlicht die neben zahlreichen Bugfixes interne Umstrukturierungen brachte, um internes Multithreading zu ermöglichen. Dies wurde als Voraussetzung für die spätere Unterstützung des IMAP-Standards angegeben.

## Rezeption
Die Version 2.2 wurde 1998 aufgrund vieler Funktionen, Benutzerfreundlichkeit, der eleganten GUI und seiner Stabilität mit dem AAA Award als „Anerkennung der großartigen Software und des Supports von Herrn Beck durch die Amiga-Community“ ausgezeichnet. Es sei in dieser Art ein beispielloser E-Mail-Client. Es war das meistverwendete Programm und die bekannteste und populärste E-Mailanwendung für dieses Betriebssystem.